# Años 830
Los años 830 o década del 830 empezó el 1 de enero del 830 y terminó el 31 de diciembre del 839.

## Acontecimientos
- Se redacta la Historia Brittonum, o Historia de los britanos, atribuida a Nennius, la cual narra las doce batallas del rey Arturo.
- Batalla de Anzen